# TechRadar
TechRadar (укр. ТехРадар) — онлайн-видання, присвячене технологіям, з редакційними командами в США, Великій Британії, Австралії та Індії. Воно публікує новини та огляди технологічних продуктів і гаджетів. Воно було започатковане у 2010 році та діяльність була розширена на США в січні 2012 року, про що було повідомлено під час вечірки з нагоди розвишення в клубі Tao в The Venetian Hotel в ході Consumer Electronics Show у 2013 році. Це найбільший сайт споживчих технологій, новин та оглядів у Великій Британії станом на 2013 рік.
TechRadar Pro, підрозділ основного сайту, який орієнтований на b2b, з акцентом на малий бізнес. Суббренд «діє як додаткове джерело інформації, орієнтованої саме на підприємства та осіб, які ухвалюють рішення», — стверджують у компанії. Пов'язаний сайт, 5GRadar.com, зосереджений на мобільній індустрії.
Новітнє розширення бренду — TechRadar Gaming, або TRG — було запущено 17 грудня 2021 року і має на меті «бути на перетині апаратного забезпечення та ігор, використовуючи переваги наявних брендів, щоб забезпечити найкращий досвід для ігрової аудиторії». Головним редактором є Джуліан Бенсон. Компанія схарактеризувала пов'язану роботу з найняттям персоналу для сайту як «найбільшу інвестицію в ігри за десятиліття».
TechRadar належить компанії Future plc, шостому за величиною видавцю у Сполученому Королівстві. У четвертому кварталі 2017 року TechRadar увійшов до Топ-100 рейтингу публікацій Similarweb в США як 93-й за величиною медіасайт у Сполучених Штатах.